# Famille von Spreckelsen
La famille von Spreckelsen est une ancienne famille noble allemande.

## Histoire
Le plus ancien détenteur du nom est Hinricus de Sprekenze, marchand de la ville de Stade cité en 1341. Hartig von Spreckelsen, également marchand, s'installe à Hambourg vers 1400, ville à laquelle cette famille a donné de nombreuses personnalités dont trois maires et sept sénateurs. Le conseiller Johann von Spreckelsen est anobli en 1676 par Léopold Ier du Saint-Empire ainsi que Hermann von Spreckelsen, célibataire décédé en 1683. Cependant les descendants de Johann ne se sont pas servis de leur noblesse car il était jugé inapproprié par les Hanséatiques d'accepter des ordres ou distinctions non hanséatiques. Le blason familial date de 1550 environ et se compose d'une branche d'or tri-foliée (1/2) sur fond de gueules.

## Personnalités

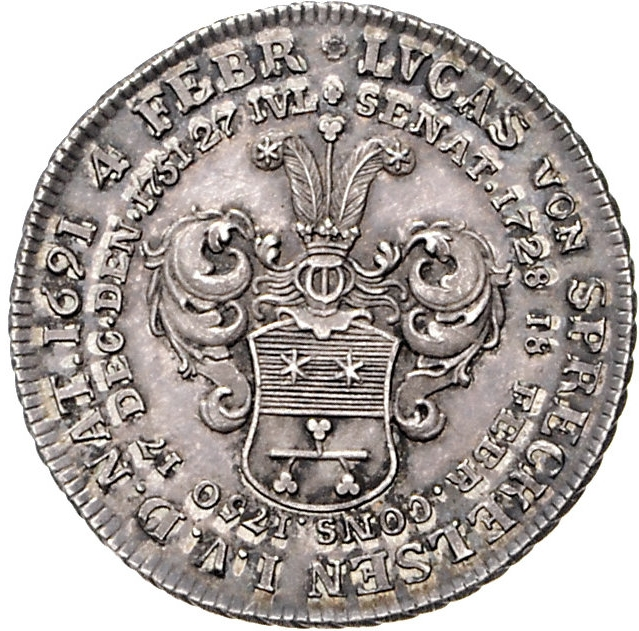
Médaille commémorative de Lucas von Spreckelsen, 1751

- Johann von Spreckelsen (†1517), sénateur (1498) puis maire de Hambourg (1512-1517). Petit-fils de Hartig, fils de Heino von Spreckelsen (†1484) et de Wöbbeke Ehevers, fille de Johanne, sénateur de Hambourg.
- Gesche von Spreckelsen, sœur du précédent, épouse de Evert Hüge, fils de Johann, négociant et maire de Hambourg (1478).
- Peter von Spreckelsen (de) (1494-1553), maire de Hambourg (1538-1553), fils du précédent Heino.
- Johanne von Spreckelsen (ca 1550°), conseiller de Tallinn, fils du précédent.
- Dorothé von Spreckelsen (1590-1619), fille du précédent, elle épouse (1605) le docteur Johann II Burchard von Bellawary (1585-1636), pharmacien de Tallinn.
- Peter von Spreckelsen (†1630), sénateur de Hambourg (1626-1630).
- Johann von Spreckelsen (de) (1607-1684), fils du précédent. Sénateur de Hambourg (1667-1684), il est anobli en 1676 par Léopold Ier du Saint-Empire.
- Hartwig von Spreckelsen (de) (1648-1708), docteur en droit (Juris Doctor), juriste, avocat et juge à Hambourg. Fils du précédent.
- Dietrich von Spreckelsen (1684-1756), échevin de Hambourg, fils du précédent.
- Johann von Spreckelsen, docteur en droit (Jur. Dr.), chanoine, puis supérieur du Chapitre de Hambourg (1749-1756). Frère du précédent.
- Lucas von Spreckelsen (de) (1691-1751), docteur en droit (Jur. Dr.), avocat, maire de Hambourg (1750-1751). Frère des précédents.
- Dorothea von Spreckelsen (1730-1798), fille du précédent, elle épouse Peter Amsinck (1716-1776), docteur en droit, gouverneur de comté, armateur, représentant de la Ville libre de Hambourg à la cour d'Angleterre (1767).
- Jürgen von Spreckelsen, Président de la Chambre de commerce de Hambourg (1777-1778).
- Johann Heinrich von Spreckelsen (de) (1691–1764), juriste allemand.
- Albert von Spreckelsen (de) (1873-1951), avocat, magistrat, sénateur et homme politique brêmoi.
- Johan Otto von Spreckelsen (1929-1987), architecte danois, célèbre pour avoir conçu l'Arche de la Défense.
- Heinrich von Spreckelsen (de) († 1604), conseiller de Hambourg.
- Joachim von Spreckelsen (de) (1636-1707), Aîné (Oberalter) et conseiller de Hambourg, bailli.
- Johann von Spreckelsen (de) († 1560), Aîné de Hambourg.
- Johann Peter von Spreckelsen (de) (1722-1795), juriste allemand, conseiller de Hambourg.
- Tobias Spreckelsen (1697-1755), pasteur et prévôt de Roop, en Lettonie.
- Julius von Spreckelsen (1828-1895), officier de la Cour des comptes ("Kameralhof") d'Estonie, conseiller d'État.